# Muslim ibn al-Haddschādsch

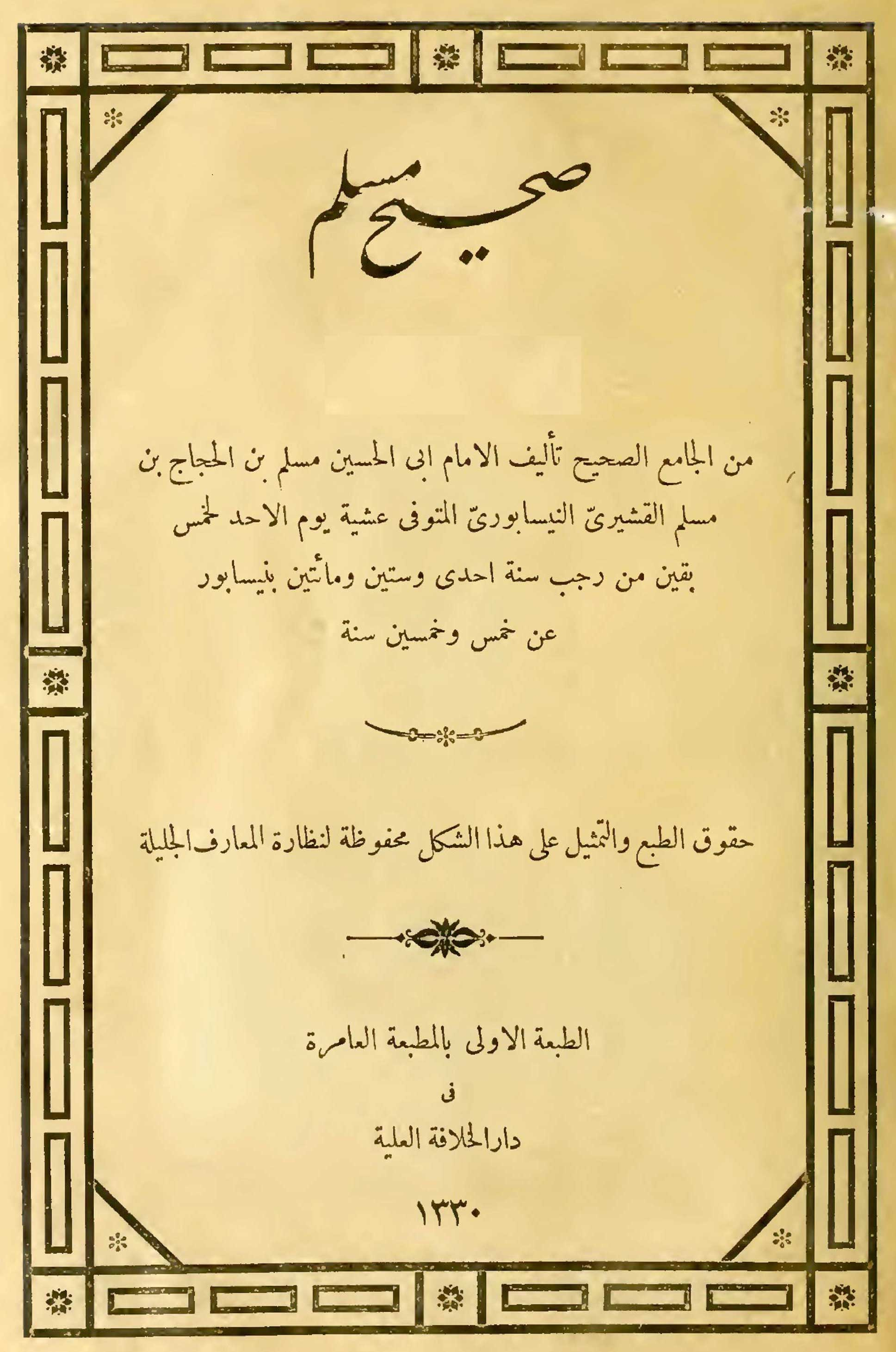
Frontblatt des Sahih Moslem

Muslim ibn al-Haddschādsch, mit vollem Namen Abu 'l-Husain Muslim b. al-Haddschadsch b. Muslim al-Quschairi al-Naisaburi, arabisch مسلم بن الحجاج النيسابوري, DMG Muslim ibn al-Ḥaǧǧāǧ an-Naysābūrī (* 817 oder 821 in Nischapur; gest. 875) ist der Verfasser der wichtigsten Sammlung von Hadithen neben der Sammlung von al-Buchārī. Jedoch wird im nordarabischen Raum diese Sammlung der letztgenannten oft vorgezogen. In der Mehrzahl enthält sie die gleichen Überlieferungen wie die von Buchārī.

## Leben
Seit seiner Jugend unternahm Muslim weite Reisen, unter anderem durch Irak, den Hedschas, Syrien und Ägypten, auf der Suche nach Hadithen. Dabei studierte er bei berühmten Gelehrten in Ägypten, Syrien, Arabien und im Irak, u. a. bei Ahmad ibn Hanbal, bei Harmala, einem Schüler von asch-Schafii, Yahyā ibn Ma'īn, und bei Ibn Rāhwayh. Er soll nach eigener Aussage aus dreihunderttausend Hadithen, die er selbst gesammelt hatte, die Auswahl für sein Werk getroffen haben.

## Werk
Die Hadith-Sammlung von Muslim heißt arabisch الجامع الصحيح al-dschāmiʿ as-sahīh ‚Sammlung authentischer Traditionen‘, kurz Sahih oder Sahih Muslim. Sie steht zusammen mit dem „Sahīh“ von Buchari an der Spitze der sechs sunnitischen kanonischen Hadith-Sammlungen. Unter den Kommentatoren von Muslims Werk ist vor allem der Gelehrte an-Nawawī zu nennen, der im 13. Jahrhundert die einführenden Bemerkungen zu Beginn der einzelnen Kapitel genauer ausführte.